# 加勞伊施特克山
46°39′7″N 8°14′5″E / 46.65194°N 8.23472°E
加勞伊施特克山（德語：Gallauistöck）是瑞士伯恩州的山峰，位於該國南部，屬於伯尔尼山的一部分，海拔高度2,869米，每年平均降雨量2,465毫米。

## 外部連結
- Gallauistöck on Hikr（页面存档备份，存于）